# Sorcerer (Linux distribution)
Sorcerer Linux — дистрибутив Linux, особенностью которого является загрузка и компиляция исходных кодов - при установке и обновлении установленного программного обеспечения - непосредственно на компьютере пользователя. 
Вместо использования аббревиатур, таких как rpm (Red Hat) или dpkg (Debian), терминология Sorcerer’а позаимствована из магии.

## Терминология
- «Sorcerer» («колдун», «чародей», «волшебник»).
- Sorcery («Волшебство») — система управления пакетами;
- Spell («заклинание», «заговор») — инструкция, с помощью которой происходит установка пакета (технически это коллекция bash скриптов и некоторых других файлов);
- Grimoire (гримуар) — набор spell’ов, разбитый на секции;
- Cast («отливать» — предположительно, имеется в виду магическая процедура «отливания воском») — команда, с помощью которой производится установка пакета (cast <spell>);
- Dispel («развеивание», «снять заклинание») — команда, с помощью которой производится удаление пакета (dispel <spell>);
- Gaze («сглаз», «дурной глаз») — поиск и просмотр информации о пакетах.

## История
В 2000 Kyle Sallee создал дистрибутив Sorcerer GNU/Linux — дистрибутив, который использовал уникальную систему управления пакетами под названием sorcery («Волшебство»). В тот период Sorcerer («Колдун») представлял из себя скорее демонстрационную технологию, чем стабильный дистрибутив. Позже инструмент дистрибутива — Sorcerer — и каталог программ grimoire (Гримуар) были переработаны и переписаны для повышения стабильности и возможности использования на промышленных машинах.
Внезапно Kyle приостановил работу над Sorcerer без каких либо объяснений.
Месяцем или двумя позже, в начале 2002, Chuck S. Mead, который перед тем создал форк RedHat, создал форк Sorcerer GNU/Linux, который он назвал тем же именем, что и форк RedHat: «Lunar Penguin» («Лунный Пингвин») или Lunar Linux. Этот форк имел успех у системных администраторов, поскольку, благодаря свободе, предоставляемой GPL, сообщество получило возможность продолжить работу над дистрибутивом, собрав различные компоненты системы из собственных резервных копий. 
Месяц спустя Kyle возобновил работу над Sorcerer, используя новую лицензию, запрещающую форки, он назвал эту лицензию SPL. После голосования сообщество решило продолжить разработку собственного дистрибутива под названием Source Mage.
В настоящий момент продолжается разработка трёх дистрибутивов, основанных на Sorcery:
- Sorcerer (Linux distribution)
- Lunar Linux
- Source Mage

## Технические особенности
Новый "гримуар" (каталог программ для непосредственной установки) обновляется ежедневно. Когда появляются новые исходники, «заклинания» (spells) в "гримуаре" обновляются. Пользовательская система обновляется при установке из текущего "гримуара". При необходимости, обновляется и Sorcery. В конечном итоге, решение об обновлении системы принимается пользователем. Пользователи также могут добавить новые «заклинания» в "гримуар" на их локальных машинах, а также подтвердить использование этих новых "заклинаний" в основном дистрибутиве.
Минимальные системные требования заявлены в 1 ГБ оперативной памяти и 20 Гб места на жестком диске, что обусловлено потреблением большого количества ресурсов при компиляции некоторых исходников. Sorcerer использует контрольные группы, чтобы ограничить влияние компиляции на производительность системы. Таким образом, инсталлированный «Колдун», как правило, обновляется в многопользовательском режиме без прерывания работы сервисов или простоев.